# La Bazoque (Calvados)
La Bazoque è un comune francese di 170 abitanti situato nel dipartimento del Calvados nella regione della Normandia.

## Società

### Evoluzione demografica
Abitanti censiti